# Macedonia na Letnich Igrzyskach Olimpijskich 2016
Macedonia na Letnich Igrzyskach Olimpijskich 2016 – sześcioosobowa reprezentacja Macedonii na Letnich Igrzyskach Olimpijskich 2016 w Rio de Janeiro. Występ w 2016 roku to 6. start reprezentacji Macedonii na letnich igrzyskach olimpijskich. Podczas ceremonii otwarcia chorążym reprezentacji była pływaczka – Anastastiјa Bogdanowski.

## Reprezentanci

### Judo
| Zawodnik           | Konkurencja     | 1/16 finału           | 1/8 finału       | Ćwierćfinały     | Półfinały        | Finał            | Pozycja |
| Zawodnik           | Konkurencja     | Przeciwnik Wynik      | Przeciwnik Wynik | Przeciwnik Wynik | Przeciwnik Wynik | Przeciwnik Wynik | Pozycja |
| ------------------ | --------------- | --------------------- | ---------------- | ---------------- | ---------------- | ---------------- | ------- |
| Katerina Nikołoska | Do 63 kg kobiet | Katipoğlu P 000-000 S | NQ               | NQ               | NQ               | NQ               | 7-32.   |

### Lekkoatletyka
| Zawodnik     | Konkurencja                       | Preeliminacje | Preeliminacje | Eliminacje | Eliminacje | Półfinał | Półfinał | Finał | Finał   | Pozycja |
| Zawodnik     | Konkurencja                       | Czas          | Miejsce       | Czas       | Miejsce    | Czas     | Miejsce  | Czas  | Miejsce | Pozycja |
| ------------ | --------------------------------- | ------------- | ------------- | ---------- | ---------- | -------- | -------- | ----- | ------- | ------- |
| Riste Pandew | Bieg na 100 m mężczyzn            | 10,72 s       | 3. Q          | 10,71 s    | 66.        | NQ       | NQ       | NQ    | NQ      | 66.     |
| Drita Islami | Bieg na 400 m przez płotki kobiet | —             | —             | 1:01,18    | 45.        | NQ       | NQ       | NQ    | NQ      | 45.     |

### Pływanie
| Zawodnik                | Konkurencja                    | Eliminacje | Eliminacje | Półfinał | Półfinał | Finał | Finał   | Pozycja |
| Zawodnik                | Konkurencja                    | Czas       | Miejsce    | Czas     | Miejsce  | Czas  | Miejsce | Pozycja |
| ----------------------- | ------------------------------ | ---------- | ---------- | -------- | -------- | ----- | ------- | ------- |
| Marko Błażewski         | 200 m stylem zmiennym mężczyzn | 2:02,54    | 26.        | NQ       | NQ       | NQ    | NQ      | 26.     |
| Anastastiјa Bogdanowski | 200 m stylem dowolnym kobiet   | 2:00,52    | 33.        | NQ       | NQ       | NQ    | NQ      | 33.     |

### Strzelectwo
| Zawodnik     | Konkurencja                       | Eliminacje | Eliminacje | Finał | Finał   | Pozycja |
| Zawodnik     | Konkurencja                       | Wynik      | Miejsce    | Wynik | Miejsce | Pozycja |
| ------------ | --------------------------------- | ---------- | ---------- | ----- | ------- | ------- |
| Nina Bałaban | Karabin pneumatyczny, 10 m kobiet | 407.7      | 42.        | NQ    | NQ      | 42.     |